# Silbodals landskommun
Silbodals landskommun var en tidigare kommun i Värmlands län.

## Administrativ historik
När 1862 års kommunalförordningar trädde i kraft inrättades denna landskommun i Silbodals socken i Nordmarks härad (ursprungligen en del av Dalsland) i Värmland. 17 oktober 1924 inrättades i kommunen ett municipalsamhälle med namnet Årjängs municipalsamhälle. 1941 delades kommunen, då en del bröts ut och bildade Årjängs köping.
Vid kommunreformen 1952 upphörde kommunen då de båda delarna återförenades inom Årjängs köping. Silbodals församling, som inte delades, tillhör numera Årjängs kommun.

## Politik

### Mandatfördelning i valen 1938-1946
| 9 | 4 | 9 | 3 |

| 24 |

| 8 | 1 | 5 | 4 | 2 |

| 20 |

| 6 | 8 | 4 | 2 |

| 20 |